# موتور وسط

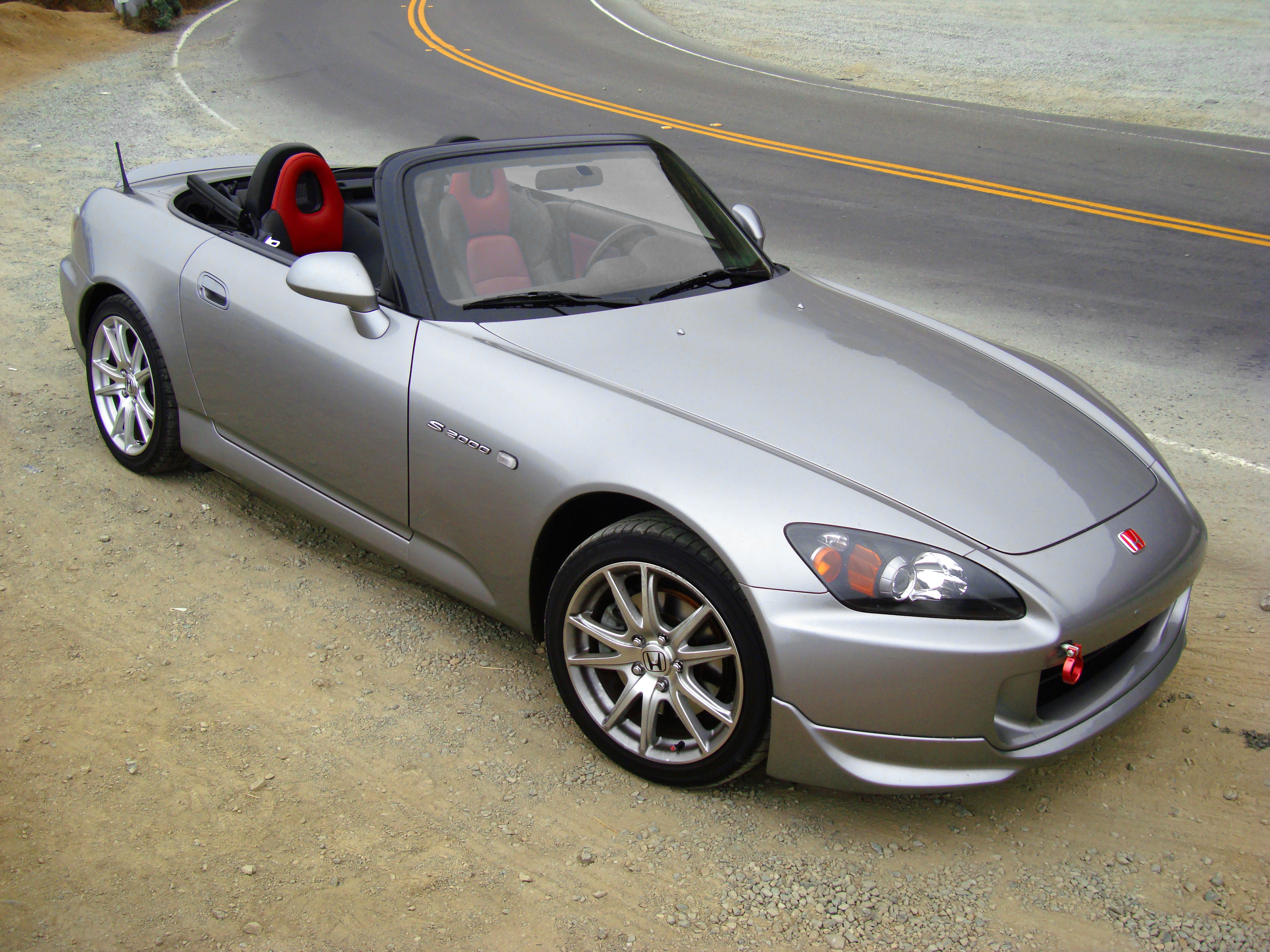
هوندا اس۲۰۰۰ دارای موتور وسط در جلوی صندلی‌ها

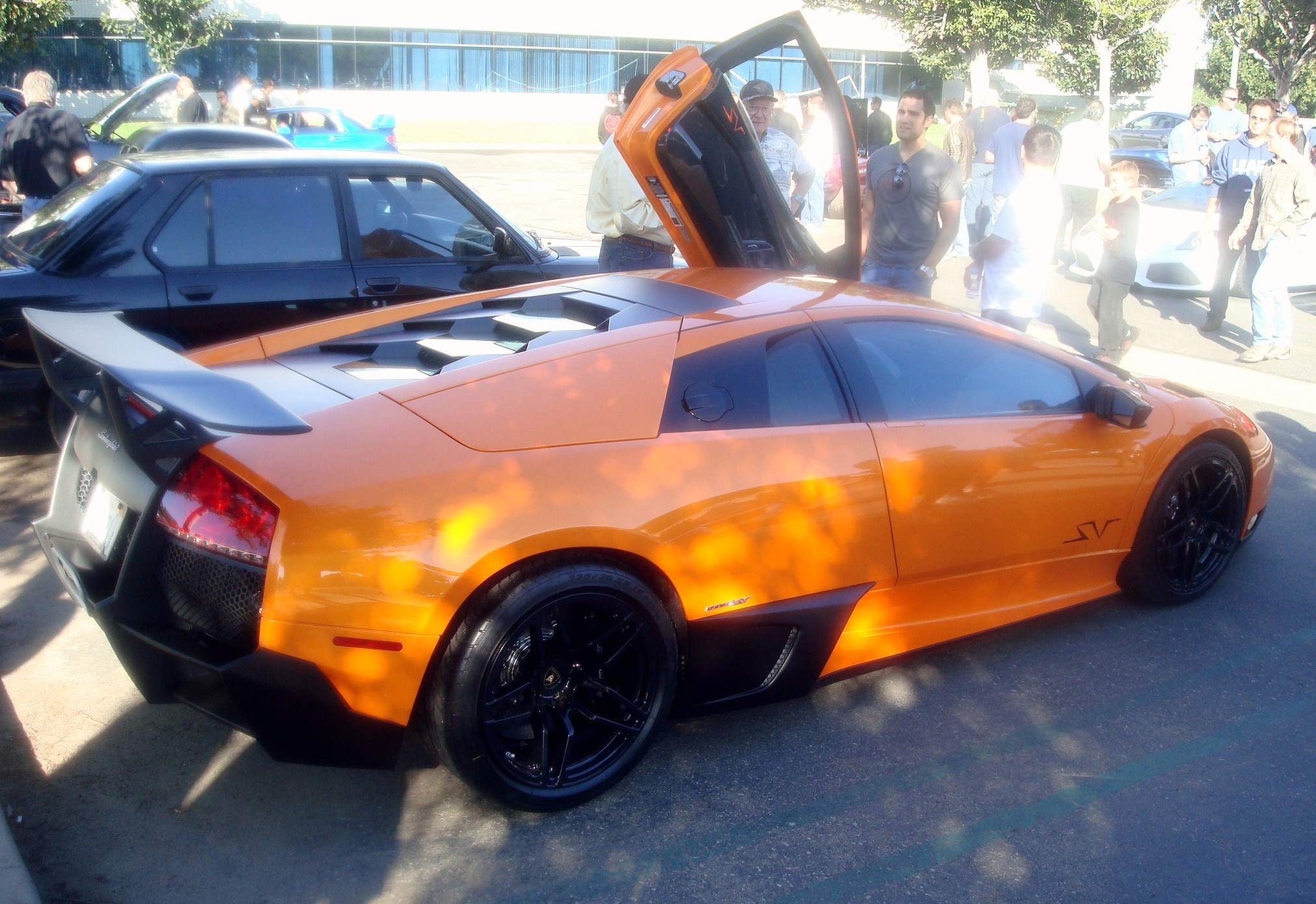
لامبورگینی مورسیه‌لاگو دارای موتور وسط در عقب صندلی‌ها

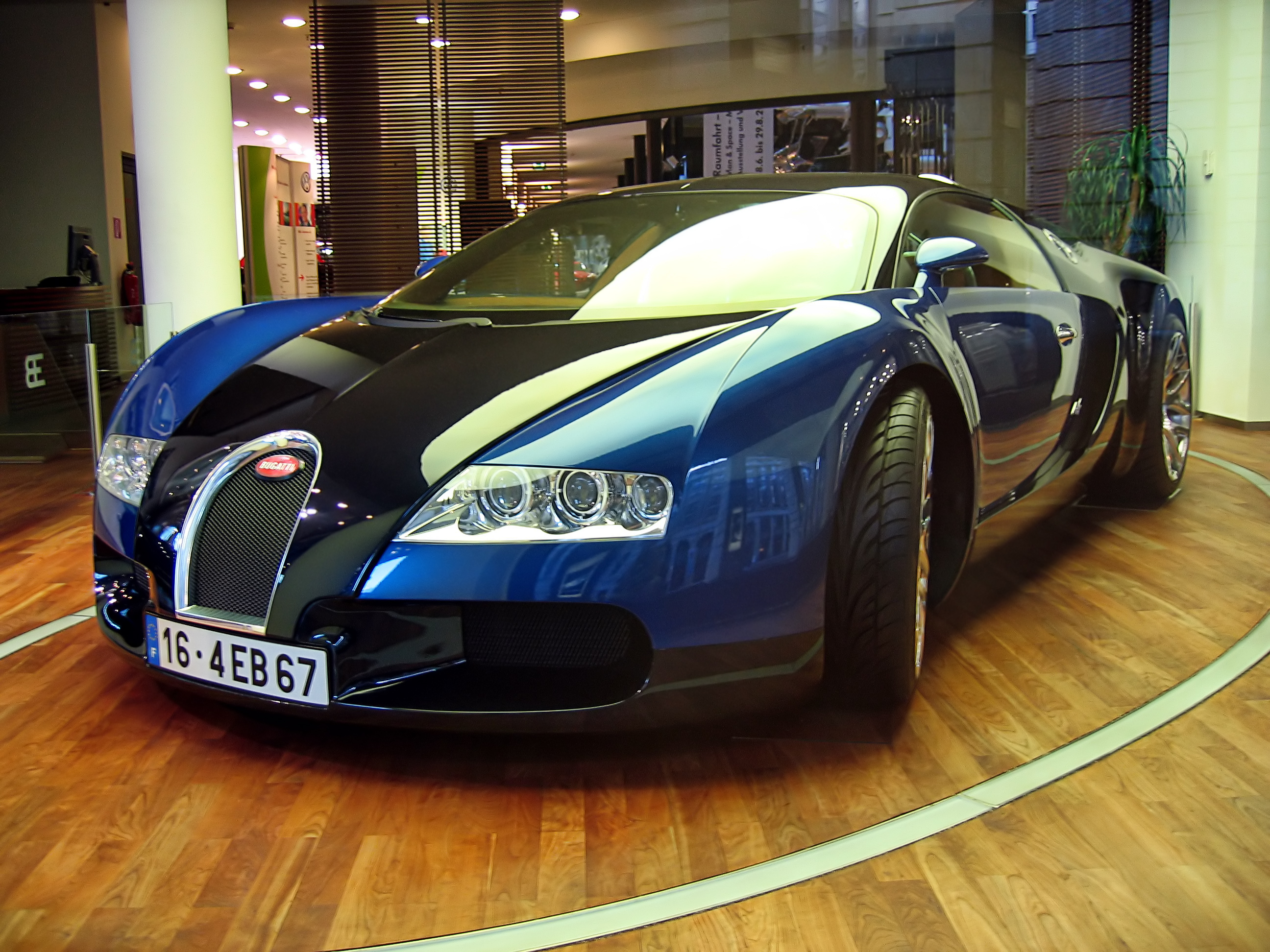
بوگاتی ویرون

موتور وسط (به انگلیسی: Mid-engine design) اصطلاحی است مربوط به صنعت خودروسازی که عبارتست از قرارگیری موتور خودرو مابین محورهای جلو و عقب یک خودرو. تیم طراحی یک خودرو در هنگام طراحی پیکربندی سامانه انتقال نیرو خودرو، تصمیم می‌گیرند که بر اساس کارایی‌ها و فعالیت‌های پیش‌بینی شده برای خودرو و همچنین موتور درنظرگرفته شده برای آن، موتور را در کدام قسمت شاسی خودرو تعبیه کنند. از آنجا که موتور خودرو سنگین‌ترین جزء سیستم انتقال قدرت هر خودرویی است، قرار گرفتن آن در میانه شاسی خودرو یکی از بهترین شیوه‌های برقراری تعادل خودرو در عبور از جاده است. موقعیت دقیق طولی و ارتفاعی قرارگیری موتور و متعلقات آن به ماکزیمم شیب عرضی مجاز جاده برای این خودرو، تأثیر بر روی نیروی مؤثر ترمز، کوپل واژگون‌کننده، گرانیگاه کل خودرو، نیروهای اینرسی و نیروهای واکنشی که از طرف جاده بر چرخها و سپس سایر اجزای خودرو وارد می‌آید، بستگی دارد. هر اندازه که موتور و متعلقاتش به گرانیگاه کل خودرو نزدیکتر باشد، ممان اینرسی‌های اضافی کمتری در خودرو پدید می‌آید که تأثیر مستقیمی بر هندلینگ خودرو دارد. مزیت دیگر این چیدمان را در کاهش فرسایش لاستیک‌ها نسبت به دو وضعیت دیگر قرارگیری موتور است. در این حالت چون وزن موتور بین چهار چرخ تقسیم شده‌است، کمترین میزان فرسایش بر روی چرخها وجود دارد.

## نمونه‌هایی از خودروهای موتور وسط
- آستون مارتین ونکوئیچ، آستون مارتین دی‌بی۹ و آستون مارتین یک-۷۷
- بنتلی کانتیننتال جی‌تی
- ب‌ام‌و زد۴ و ب‌ام‌و زد۸
- شورلت کوروت
- دوج وایپر
- فراری ۵۹۹ و فراری ۶۱۲ اسکاییتی
- هوندا اس۲۰۰۰
- اینفینیتی جی، اینفینیتی ای‌ایکس، اینفینیتی ام و اینفینیتی اف‌ایکس
- لکسوس ال‌اف‌ای
- مزدا ام‌ایکس-۵ (نسل سوم), مزدا آرایکس-۷ و مزدا آرایکس-۸
- مرسدس بنز اس‌ال‌آر مک لارن
- نیسان ۳۵۰زد و نیسان ۳۷۰زد
- سوزوکی کاپوچینو
- تویوتا پرویا و تویوتا ۲۰۰۰جی‌تی
- هامر اچ۱
- نیسان جی تی-آر
- تویوتا پرویا
- تویوتا مسترآس (خودرو چهار چرخ محرک)
- دینو
- فراری ۳۲۸
- فراری اف۳۵۵
- فراری ۳۶۰
- فراری اف۴۳۰
- لوتوس اسپریت
- لوتوس اکسیج
- لوتوس اوورا
- ام‌جی اف / ام‌جی تی‌اف
- پونتیاک فیرو
- پورشه کایمن
- پورشه باکستر
- بوگاتی ویرون و بوگاتی ای‌بی۱۱۰
- فورد آراس۲۰۰
- جیپ فوروارد کنترل
- لامبورگینی گالاردو
- لامبورگینی رونتون
- آستین مترو
- پنتر سولو
- سیتروئن تراکسیون آوان
- رنو ۴
- رنو ۵
- رنو ۱۶
- ساب سونت
- آکیورا ویگور
- آکیورا تی‌ال